# Juhan Smuul
Juhan Smuul, vlastním jménem Johannes Schmuul (18. února 1922 Koguva – 13. dubna 1971 Tallinn) byl estonský spisovatel a novinář.
Pocházel z rolnické rodiny z ostrova Muhu, střední školu nedokončil kvůli nemoci. Za druhé světové války sloužil v Rudé armádě. Po válce byl redaktorem periodik Rahva Hääl, Sirp ja Vasar a Pioneer.
V roce 1951 vstoupil do Komunistické strany Sovětského svazu. Byl členem Ústředního výboru Komunistické strany Estonska, poslancem Nejvyššího sovětu SSSR a od roku 1953 do své smrti zastával funkci předsedy Estonského svazu spisovatelů. Byla mu udělena Stalinova cena (1952), Leninova cena (1961) a titul národního spisovatele Estonské SSR (1965).
Smuulova raná tvorba náleží k socialistickému realismu, později se zaměřil na čtenářsky atraktivní reportáže z cest po světě. Jeho nejpřekládanějším dílem je Ledová kniha, pojednávající o výpravě do Antarktidy. K dobrodružnému žánru patří i prózy Japonské moře, prosinec a Punťa mořeplavec. Sbírka povídek Dopisy ze Sydegate zobrazuje s humorem život na estonském venkově. Smuul je také autorem divadelní hry Lea, odehrávající se za druhé světové války, a satirického monodramatu Plukovníkova vdova. Napsal scénář k úspěšné filmové komedii Suleva Nõmmika Tady jsme.
Byla po něm pojmenována Literární cena Juhana Smuula a v obci Koguva se nachází muzeum věnované jeho tvorbě.